# Molino Stucky

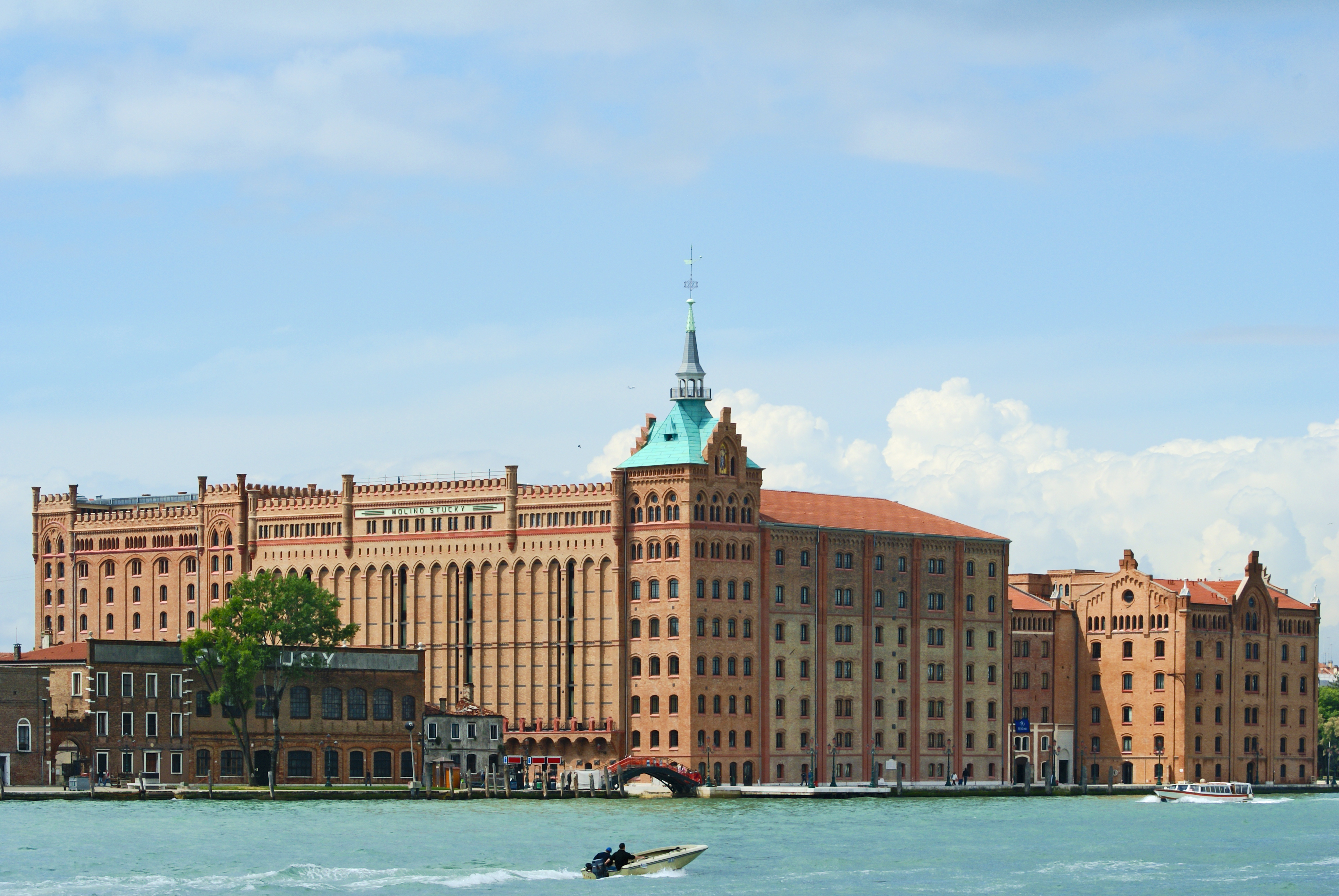
Molino Stucky vom Canale della Giudecca aus gesehen

Westseite der alten Stucky-Mühle oder Molino Stucky vom Canale dei Lavraneri aus gesehen

Der Molino Stucky (die Stucky-Mühle) ist eine ehemalige Getreidemühle am westlichen Ende der Insel Giudecca in Venedig. Sie gilt als Venedigs bedeutendstes Industriedenkmal.
Das Gebäude wurde Ende des 19. Jahrhunderts im Auftrag des Schweizer Unternehmers Giovanni Stucky im für Italien sehr ungewöhnlichen neugotischen Stil aus Backsteinen errichtet. Dadurch erinnert es, auch durch die Lage direkt am Canale delle Giudecca, an Speicherhäuser in nordeuropäischen Häfen.
In der Zeit vor dem Zweiten Weltkrieg war die Stucky-Mühle die größte Mühle Italiens. Nach der Schließung im Jahre 1955 und langen Jahren des Leerstands begann Ende des 20. Jahrhunderts der Umbau, wobei Wohnungen, ein Hotel und ein Kongresszentrum entstanden. Diese Arbeiten wurden 2003 durch einen Großbrand unterbrochen.

## Geschichte

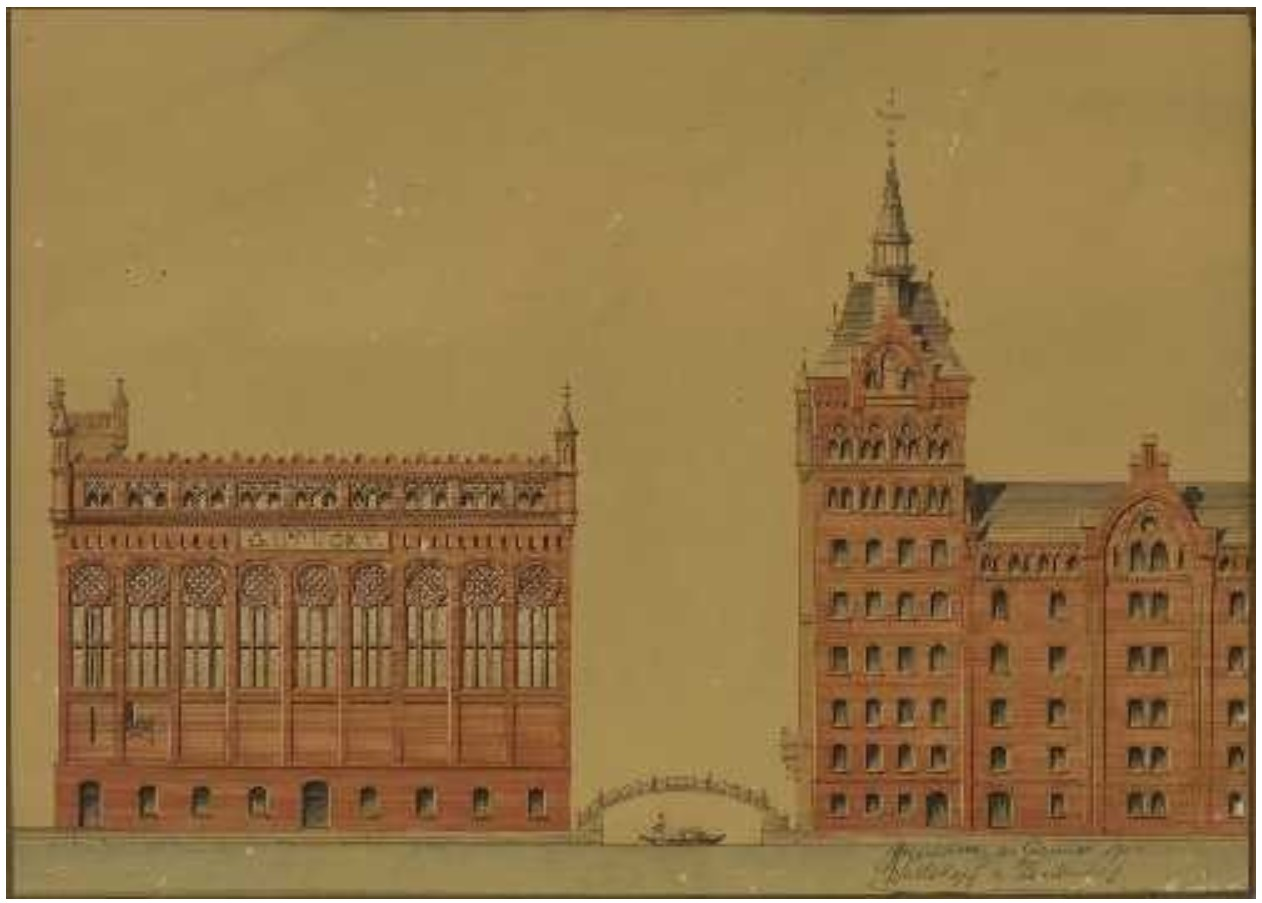
1905 in Aquarellfarben und Stift auf Karton von dem Architekten Ernst Wullekopf gemaltes Entwurf zum Projekt zu einem Silospeicher von 8000 Tonnen für Herrn G. Stucky in Venedig

Die Industrialisierung Venedigs begann 1847 mit dem Bau des Eisenbahndammes zum Festland und der Erweiterung des Handelshafens ab 1860. Die Gegend um den westlichen Teil des Canale della Giudecca wurde das neue Wirtschaftszentrum. Der Unternehmer Giovanni Stucky (1843–1910), Sohn eines Schweizers und einer Venezianerin, hatte in Treviso, Wien und der Schweiz als Monteur in der Mühlenindustrie gearbeitet. Die dabei gesammelten Erfahrungen wandte er an der venezianischen Lagune an: er hatte die wirtschaftlichen Vorteile des Getreidetransports auf dem Wasser gegenüber dem Transport auf dem Festland erkannt. 1881 erwarb er das Gelände des ehemaligen Nonnenklosters und der Kirche SS. Biago e Cataldo auf der Giudecca, direkt gegenüber dem Inselteil Sacca Fisola, und ließ Kloster und Kirche abreißen. Auf diesem Grundstück wurde ab 1883 eine Dampfmühle errichtet, zuerst als einfaches würfelförmiges Ziegelgebäude.
Die Fabrik wurde zu einem großen Erfolg. Sie beschäftigte bis zu 1500 Arbeiter durchgehend 24 Stunden und produzierte bis zu 250 Tonnen Mehl täglich. Eine Erweiterung wurde bald notwendig. Im Jahre 1894 wurde damit der hannoversche Architekt Ernst Wullekopf beauftragt. 1895 wurde der neue, bis zu neun Stockwerke hohe Ziegelbau im Stil der norddeutschen Backsteingotik fertiggestellt. Im Inneren basierte er auf einer Konstruktion mit gusseisernen Säulen und Holzbalkendecken. Vorbild für das Gebäude war ein von Wullekopf 1883 für die Gilde Brauerei in Hannover errichtetes Malzsilo. Das Urteil der zuständigen Baukommission fiel zwar negativ aus, da der Bau mit der vorhandenen venezianischen Architektur nicht harmonierte, doch wurde der Entwurf fast unverändert umgesetzt. Die Fassade wurde mit der Zeit ein bekanntes Symbol der Industriearchitektur in Italien.
Der Komplex, zu jener Zeit vor dem Ersten Weltkrieg eine der modernsten und produktivsten Kornmühlen Europas, wurde bald elektrisch betrieben. Neue Gebäude wurden hinzugefügt, so 1903 eine Teigwarenfabrik und 1907 ein neues Silo. 1912 umfasste das Fabrikgelände drei Hektar.
1910 wurde Giovanni Stucky aus politischen Gründen von einem ehemaligen Angestellten ermordet, und sein Sohn Gian Carlo übernahm die Leitung der Fabrik. Dieser konnte jedoch nicht an den Erfolg anknüpfen, unter anderem, weil mittlerweile Konkurrenz durch den anwachsenden Schienentransport aufkam. In der Zeit des Weltkriegs gab es erste Zeichen für eine Krise. Die Situation der Stucky-Mühle verschlechterte sich als Benito Mussolini in der Zwanziger Jahre die Neubewertung der Lira beschloss. Infolgedessen hatte Gian Carlo zunehmend Schwierigkeiten, seine Produkte zu verkaufen, und musste Niederlassungen in Argentinien, den Vereinigten Staaten, Ägypten und England schließen. Als Mussolini eine neue Wirtschaftspolitik nach dem Abessinienkrieg einleitete (eine Propagandakampagne zur Förderung der heimischen Rohstoffgewinnung), brachen die Unternehmensgewinne ein, weil das Stucky-Geschäft auf der billigen Getreideversorgung ihrer Mühlen im Ausland basierte.
Nach dem Zweiten Weltkrieg konnte die Fabrik mit der Konkurrenz auf dem Festland nicht mehr mithalten. Die Maschinen veralteten, und 1955 musste die Produktion eingestellt werden, nachdem die letzten 500 Arbeiter die Fabrik sechs Wochen lang besetzt gehalten hatten.
In den folgenden Jahrzehnten wurde das Gebäude völlig vernachlässigt und verfiel zusehends, da keine neue Nutzung gefunden wurde. In den 70er Jahren wurden erste Restaurierungsprojekte vorgelegt, jedoch wieder verworfen. So organisierte die Biennale di Venezia 1975 eine Ausstellung mit dem Titel Proposte per il Molino Stucky, zu der bekannte Künstler und Architekten eingeladen wurden. 1988 wurde die Mühle unter Denkmalschutz gestellt und 1992 beschlossen, die heruntergekommenen Gebäude neu zu nutzen.
1995 legte die Firma Acqua Pia Antica Marcia S.p.A. des Bauunternehmers Francesco Caltagirone ein Projekt vor, das vorsah, ein Hotel, ein Kongresszentrum und ca. 100 Wohnungen zu errichten. Die Bauarbeiten für die Wohnungen begannen im Jahr 2000, die für das Hotel im Jahre 2003. Im März 2003 schlossen Acqua Pia Antica Marcia und das Unternehmen Hilton einen Vertrag über den Betrieb des Hotels.

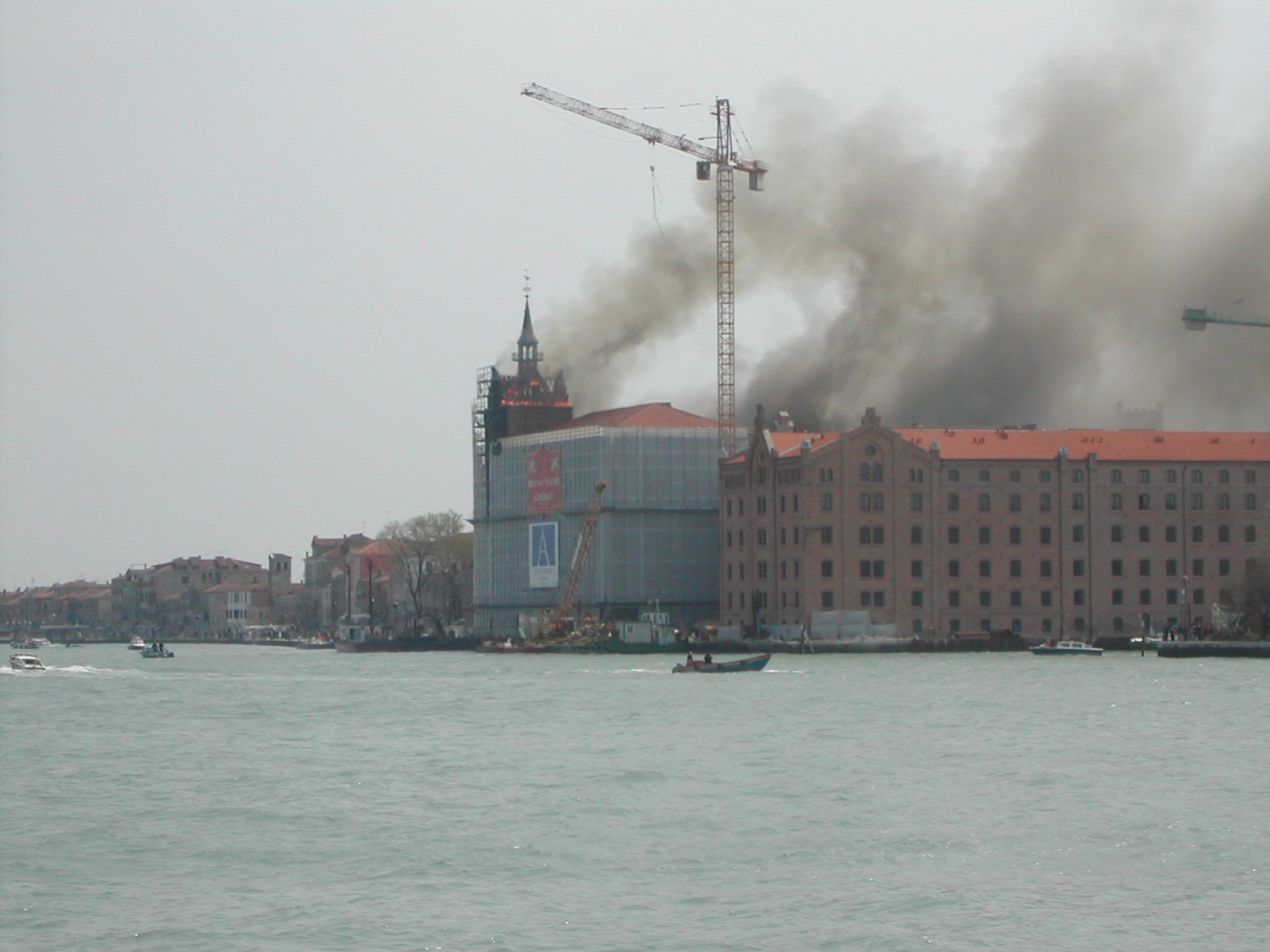
Brand des Molino Stucky 2003

Am Nachmittag des 15. April 2003 wurde der für das Hotel vorgesehene architektonisch interessanteste Teil des Gebäudes – der ehemalige Kornspeicher mit dem turmartigen Gebäudeteil von Wullekopf – bei einem Brand großteils zerstört. Die Außenwand am Rio di San Biagio brach ein und stürzte in den Kanal. Der Brand konnte mit Unterstützung von zwei Hubschraubern gelöscht werden. Es wurde wegen des Verdachts auf Brandstiftung ermittelt, und Erinnerungen an den Brand des Teatro La Fenice kamen auf. Wenige Wochen später wurde mit der äußeren Rekonstruktion der beschädigten Gebäudeteile begonnen, wobei man jedoch von den ehemals strengen Auflagen der Denkmalpflege im Inneren befreit war. Die Eröffnung des 380-Betten-Hotels Molino Stucky Hilton mit angeschlossenem Kongresszentrum für 1500 Personen fand am 1. Juni 2007 statt.